# Benjamín Prades
Pour les articles homonymes, voir Prades.
Prades  Reverte est un nom espagnol. Le premier nom de famille, en général paternel, est Prades ; le second, en général maternel, souvent omis, est Reverte.
Benjamín Prades Reverte, né le 26 octobre 1983 à Alcanar, est un coureur cycliste espagnol. Au cours de sa carrière, il s'illustre en particulier sur le continent asiatique,. Son frère Eduard est également coureur cycliste.

## Biographie
Benjamín Prades commence sa carrière cycliste durant sa jeunesse en Espagne. Au niveau amateur, il remporte notamment le Gran Premi Vila-real en 2010, ou encore une étape du Tour de Galice en 2013. Il évolue ensuite durant plusieurs en Asie au sein des équipes continentales Matrix Powertag et Ukyo. Bon grimpeur, il se distingue sur le circuit de l'UCI Asia Tour en obtenant plusieurs victoires dans des courses japonaises et indonésiennes. Il s'impose également sur le Tour de Taïwan en 2017. La même année, il se classe deuxième de la Classique d'Ordizia, de la Japan Cup et du Tour de Hainan, devant de nombreux professionnels européens.
En raison de la pandémie de Covid-19, il ne dispute presque aucune course en 2020. Prades poursuit toutefois la compétition en revenant en Espagne. Il intègre ainsi un club implanté sur le territoire galicien en 2021,. Chez les amateurs, il accumule les victoires sur des compétitions d'envergure nationale ou régionale. Il devient par ailleurs champion d'Espagne sur route dans sa catégorie.
À l'automne 2022, il revient concourir sur le circuit asiatique chez Ukyo. Il participe au Tour d'Okinawa, qu'il remporte. En 2023 et 2024, il fait encore partie des meilleurs cyclistes évoluant au niveau continental. Il s'adjuge aussi l'étape reine ainsi que le classement général du Tour de Banyuwangi Ijen en juillet 2025, à plus de quarante ans.

## Palmarès et classements mondiaux

### Palmarès
- 2007
  - Escalade de Montjuïc amateurs
- 2009
  - 3e de la Santikutz Klasika
- 2010
  - Gran Premi Vila-real :
    - Classement général
    - 1re étape
- 2013
  - 1re étape du Tour de Galice
- 2015
  - 2e étape du Tour de l'Ijen
  - 4e étape du Tour du Japon[n 1]
  - Tour de Kumano :
    - Classement général
    - 2e étape

  - 2e du Tour de l'Ijen
  - 3e du Tour d'Okinawa
- 2016
  - 2e étape du Tour de l'Ijen
  - 5e étape du Tour de Florès
  - 2e du Tour de Florès
  - 2e du Tour de Kumano
- 2017
  - Classement général du Tour de Taïwan
  - 2e du Tour du Lombok
  - 2e de la Classique d'Ordizia
  - 2e de la Japan Cup
  - 2e du Tour de Hainan
- 2018
  - 3e du Tour de Kumano
- 2019
  - 2e du Tour du Japon
  - 3e du Tour d'Okinawa
- 2021
  -  Champion d'Espagne sur route amateurs
  - Ronde du Maestrazgo
  - 2e étape du Tour de Cantabrie
  - Classement général du Tour de Valence
  - Tour d'Estrémadure :
    - Classement général
    - 2e et 3e étapes

  - 2e épreuve du Challenge Vuelta al Tajo
  - 2e de la Cursa Festes del Tura d'Olot
  - 2e du Trofeu Baix Penedés
  - 3e du Gran Premi Sant Pere
  - 3e du Gráns Classiques
- 2022
  - 2e étape du Tour de Guadalentín
  - Gran Premi del Préssec
  - Trofeu Fira d´Agost
  - 2e étape du Tour de Cantabrie
  - Trofeu Santa Tecla
  - Gráns Classiques
  - Akiyoshidai Karst Road Race
  - Tour d'Okinawa
  - 2e du Tour de Guadalentín
  - 2e du Trofeu Abelard Trenzano
  - 2e du Gran Premi Sant Pere
- 2023
  - Karst International Road Race
  - 3e du Tour de Taïwan
- 2024
  - 3e étape du Tour de Mersin
  - 2e étape du Tour de Kumano
  - 3e étape du Tour du Bostonliq
  - 2e du Tour d'Alanya
  - 3e du Grand Prix Syedra Ancient City
  - 3e du Tour de l'Ijen
- 2025
  - 6e étape du Tour du Japon
  - Tour de Banyuwangi Ijen : 
    - Classement général
    - 4e étape

  - 2e du Trofeu Abelard Trenzano
  - 2e de The Road Race Tokyo Tama
  - 3e du Grand Prix Aspendos
  - 3e du Grand Prix Syedra Ancient City

### Classements mondiaux
| Année                                 | 2011 | 2012 | 2013 | 2014 | 2015 | 2016 | 2017 | 2018  | 2019 | 2020 | 2021  | 2022 | 2023 |
| ------------------------------------- | ---- | ---- | ---- | ---- | ---- | ---- | ---- | ----- | ---- | ---- | ----- | ---- | ---- |
| Classement mondial                    |      |      |      |      |      | 373e | 140e | 299e  | 324e | 966e | 2339e | nc   | 347e |
| UCI Europe Tour                       | 743e | nc   | nc   | nc   | nc   | nc   | 416e | 1437e | 266e | 756e | 1561e | nc   | nc   |
| UCI Asia Tour                         | nc   | nc   | nc   | 288e | 16e  | 31e  | 4e   | 10e   |      |      |       |      |      |
|                                       |      |      |      |      |      |      |      |       |      |      |       |      |      |
| Légende : nc = non classéSource : UCI |      |      |      |      |      |      |      |       |      |      |       |      |      |